# 格蘭坪國家公園
格蘭坪國家公園（英語：Grampians National Park）位於澳洲維多利亞州西部平原上，在墨爾本西北方260公里，佔地16萬7219公頃。此地有奇岩怪石、野生動物、鳥類，還有瀑布、流水。並以及原住民岩畫藝術聞名。於1984年7月1日公告成為國家公園，並於2006年12月列入澳洲國家遺產清單。

## 名字起源

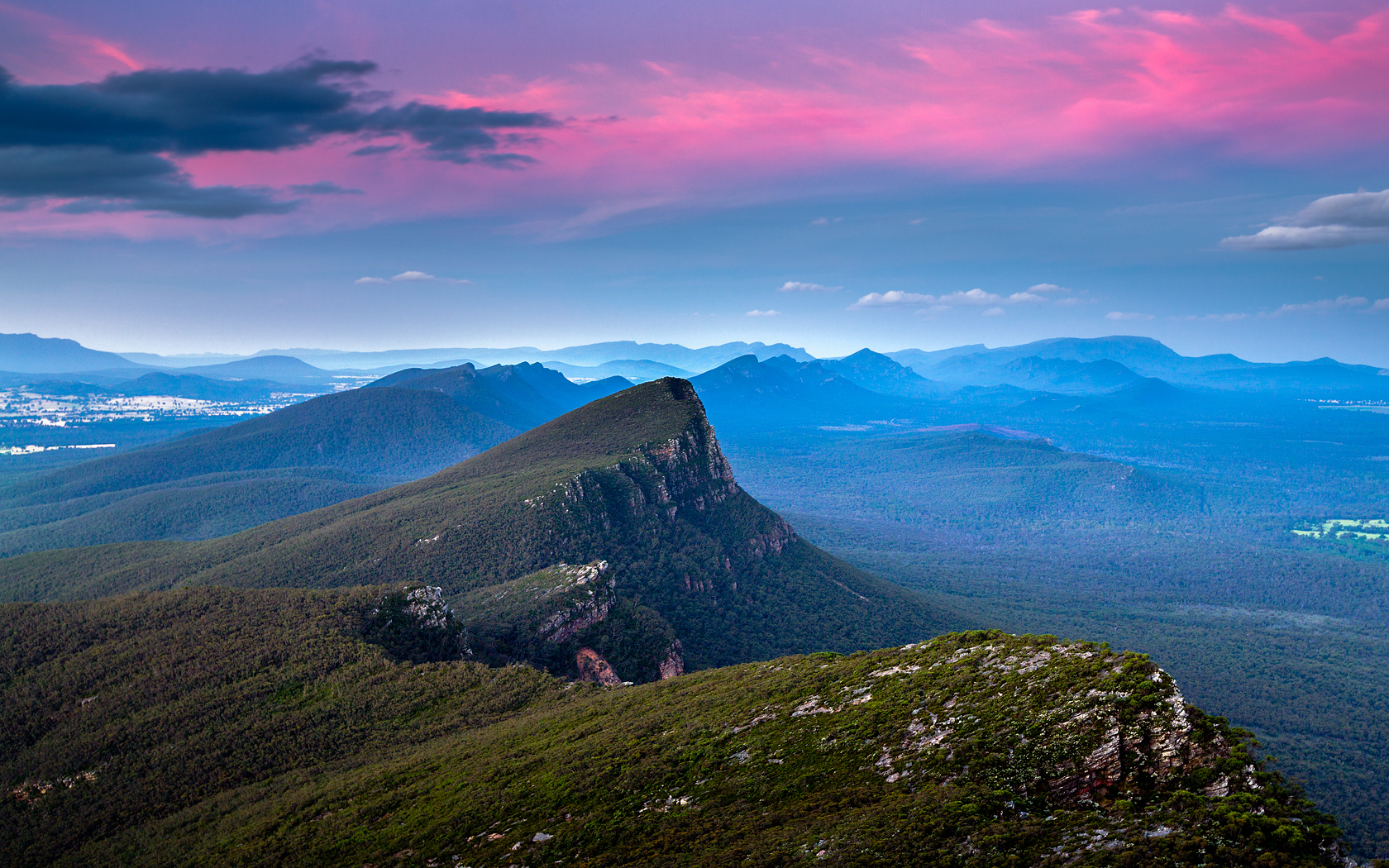
格蘭坪國家公園的傍晚

澳洲原住民部落稱這塊區域為加里維德（Gariwerd）。1836年新南威爾斯州測量局長托馬斯·米切爾（Thomas Mitchell）依據他家鄉蘇格蘭的格蘭坪山之名，將此地命名為格蘭坪這一具有歐風的名字。1991年，該國家公園重新命名為格蘭坪（加里維德）國家公園，但此爭議性的新名隨即因1992年的州政府閣員變動而遭撤銷。1998 年的維多利亞州地理命名法案，重新採行了雙名並列，稱呼此地為格蘭坪國家公園（加里維德），並進入澳洲國家遺產清單。

## 地理環境
格蘭坪國家公位於西維多利亞州高地上，具有獨特的地貌，是澳洲大分水嶺的一部分。
由西往東，一系列低緩的南北向砂岩山脊組成了大致的山脈樣貌。山脊的東側，著名的空心山（Hollow Mountain）等沉積岩層斷裂處，接近垂直的岩層陡峭的突出在空中。最受歡迎的一日步行區是霍爾斯山谷的仙境區（wonderland）。本區最佳的遊覽時間是冬季和春季，因為夏季的山區非常炎熱乾燥。
本地區獨特的地景風貌吸引了許多遊客來露營或者健行，春季的一大賣點是看野花。該地區亦是攀岩勝地。

## 外部連結
- Parks Victoria: Grampians National Park page （页面存档备份，存于）
- Official Grampians Tourism website （页面存档备份，存于）
- Grampians Grape Escape website （页面存档备份，存于）
- Australian National Heritage listing for Grampians National Park （页面存档备份，存于）
- Visit Grampians Youtube Videos （页面存档备份，存于）
- Heritage Victoria - Grampians National Park